# Champ captant
Un champ captant est en France un territoire regroupant un ou plusieurs ouvrages de captage d'eau potable souterraine, dans une même nappe phréatique.
De nombreuses législations nationales ou plurinationales protègent certains champs captants, dont certains sont dits "irremplaçables", établissant le cas échéant des « périmètres de protection » du champ captant ou de captages (périmètres rapproché, éloigné, zone tampon…).
Des mesures telles que l'interdiction d'utilisation de pesticides, ou d'obligation de boisement peuvent être prises pour la protection de l'aquifère et de la zone vulnérable qu'est le cône de rabattement qui se crée autour du pompage (sauf dans le cas d'un puits artésien naturel).

## Évaluation, protection
Pour évaluer les besoins de protection, l'ingénieur hydrogéologue tient compte des paramètres suivants, au minimum :
- caractéristiques de l'aquifère : variations naturelles et coefficient d’emmagasinement et de recharge de la nappe (voir Loi de Darcy), perméabilité/porosité, transmissivité, épaisseur productive, état (nappe libre, captive ou semi-captive), échange entre aquifères superposés ou proches, alimentation de la nappe, etc.
- état du bassin versant et du niveau des nappes (piézométrie, sens d’écoulement des nappes, éventuelles relations nappe-rivière, rôle de drains le cas échéant, etc.
- vulnérabilité des aquifères à un éventuel « biseau salé » (intrusion marine en eau douce près de la mer, ou à partir d'une nappe salée) ou à des sources avérées ou potentielles de pollution.

## Une question débattue
En application du principe de précaution, la qualification d'emprises comme « champs captants irremplaçables », quoique voulue par les comités d'agglomération, touche par nature presque exclusivement des petites communes rurales. Dans ces villages, cette requalification est le plus souvent vécue comme une contrainte, obstacle à la croissance de collectivités faiblement peuplées et n'ayant donc pas un grand poids dans les assemblées territoriales. En outre, le décret de champ captant entraîne des obligations nouvelles, aussi bien pour des exploitations agricoles qui n'y sont pas toujours préparées, que pour les habitants avec l'obligation de payer la création d'un réseau d'assainissement jusque-là inexistant.